# Kollumerland en Nieuwkruisland
Kollumerland en Nieuwkruisland – gmina w Holandii, w prowincji Fryzja. Jej siedzibą jest Kollum. Na terenie gminy znajduje się również kilka innych miejscowości: Augsbuurt, Burum, Kollumerzwaag, Kollumerpomp, Munnekezijl, Oudwoude, Triemen, Veenklooster, Warfstermolen, Westergeest oraz Zwagerbosch.